# Елиф
Елиф (тур. Elif) турска је сапуница, снимана од 2014. до 2019. године.
У Србији се од 2015. до 2020. приказивала на телевизији Пинк.

## Радња
Елиф има само шест година, када је њена мајка Мелек тајно препушта имућној породици Емироглу да код њих, попут своје мајке, одраста као слушкиња на имању.
Иако то она не зна, Елиф је дете Кенана Емироглуа, најстаријег сина у породици. Он није свестан да је Елиф његово дете, иако је био заљубљен у њену мајку Мелек пре него што га је она, како он то мисли, напустила. Мелек је пре шест година побегла са имања, плашећи се за живот своје ћерке. Да ли сада Елифина урођена доброта може исправити сва зла учињена њој и њеној породици и донети срећу на имању Емироглуових? 
Мелек је била слушкиња коју је примила богата породица Емироглу. Заљубила се у Кенана, наследника империје, који јој је узвратио љубав. Кенанова породица је била против ове везе и његова мајка, Алије, отерала је Мелек са имања када је сазнала да носи Кенаново дете. Под претњом да ће дете бити убијено, Мелек није имала избора, морала је да оде и остави Кенана у уверењу да га је напустила. Кенан није знао да Мелек носи његово дете.
Алије је имала друге планове за свог сина, брак са Арзу, која ју је убедила да је она бољи избор за Кенана. Кенан заправо не воли Арзу. Арзу је врло пакосна, а у брак са Кенаном је ушла због богатства. Након Мелекиног одласка, Кенан сломљеног срца пристаје на брак са Арзу.
Несретна Мелек, након што је напустила имање, започела је везу са Вејселом Шимшеком, дангубом и алкохоличарем. Под претњом да ће продати Елиф, како би отплатио дугове, Мелек је поново присиљена на велике одлуке да би спасила своју ћерку. Потајно посећује имање Емироглуових и Елиф препушта на бригу доброћудној шефици послуге, Ајше Доган. 
Убрзо Елиф осваја симпатије свих чланова породице, изузев Арзу и слушкиње Гонџе, Арзуине сараднице, које неће стати док не униште Мелек и Елиф...
Након пуно заплета, Кенан умире. Арзу наставља своју освету за смрт ћерке, за коју је и сама крива, али на крају бива ухапшена. Ипак, Јусуф умире у несрећи. Мелек и Елиф се поново раздвајају и притом, Мелек губи менталну стабилност. Након тога, Елиф улази у нову кућу, у дом фине госпође Маџиде, која је љубазно прими унутра. Њен син, Керем, рано је остао без оца и руководи фирмом и кућом сам. Његова сестра, Хумејра, приказана је као размежена богаташица и њен муж, Тарик, јако је зао човек. Након што сазна да је Маџиде, Јусуфова тетка, оставила пуно наследства Елиф, он на све начине проба да се дочепа тога. Не успева и бива ухапшен. Његови људи убијају Вејсела, који је покушао да помогне Мелек, и то оставља шок на његову жену. Елиф и Мелек се срећу поново и, свесне опасности, припремају бекство. На дан Керемовом венчања с Парлом, Тариков човек стиже до Елиф и Мелек с пиштољем у рукама. Мелек успева да спаси и себе и ћерку и бежи.
Након неколико месеци, Маџиде дочекује у свом дом сестру Кијмет, која није нимало добре нарави налик њој. Парла на све начине настоји да обрлати Керема и да се што пре уда за њега, али јој то тешко иде. Елиф и Мелек су лажирале своју смрт и живе у једној кућици скривене. Мелек се сусреће успут са разним препрекама како би себе и своју ћерку заштитила.
Након доста Кијметиних игрица, Мелек одлази у затвор ни крива ни дужна. Коначно успева да докаже да је недужна и разоткрива Кијмет, али ова бежи и спрема нову освету. Њен син Махир и Мелек се заљубе једно у друго и удруже против сваког зла на путу. Бесна због пораза, Кијмет пуца Керема, свог рођеног сина и затим своју сестру.
У последњој епизоди, Кијмет је ухапшена. Керем је одведен у болницу, заједно са својом мајком, али Махир је преживео и употпунио Мелекин и Елифин живот својим уласком.

## Улоге
| Глумац:                      | Улога:                 |
| ---------------------------- | ---------------------- |
| Исабела Дамла Гувенилир      | Елиф Емироглу          |
| Селин Сезгин                 | Мелек Емироглу         |
| Алтуг Сечкинер Волкан Чолпан | Кенан Емироглу         |
| Џемре Мелис Чинар            | Арзу Карапинар         |
| Хасан Баликташ               | Вејсел Шимшек          |
| Зејнеп Орен                  | Тугче Емироглу         |
| Емре Кивилџим                | Селим Емироглу         |
| Гулчин Тунчок                | Зејнеп Шимшек Емироглу |
| Батухан Сонџул               | Мурат Шимшек           |
| Илкер Гурсој                 | Мелих Сечкинар         |
| Дилара Јузер                 | Гонџа Тунч             |
| Ајсун Гувен                  | Алије Емироглу         |
| Есим Беним                   | Ипек Емироглу          |
| Ајшегул Јалчинер             | Кираз                  |
| Берил Еда Јешил              | Фериде                 |
| Гурхан Гулбахар              | Неџдет Карапинар       |
| Хакан Бозјигит               | Сердар Аџар            |
| Синем Акман                  | Фераје                 |
| Угурхан Текин                | Надир                  |
| Кивилџим Каја                | Ефруз                  |
| Умут Олчер                   | Еркут Шахин            |
| Пелин Чалишканоглу           | Пелин                  |
| Керем Акдениз                | Садик                  |
| Зејнеп Бусе Кале             | Шејда Џошкун           |
| Харика Озовали               | Белкис                 |
| Хатиџе Јилдиз                | Наџије                 |
| Дениз Алтун                  | Садет                  |
| Јешер Нуба Јилдиз            | Теслиме                |
| Гулај Кочак                  | Сонгул                 |
| Шукран Чагман                | Икбал                  |
| Тулај Унајагјол              | Ајтен                  |
| Несрин Унлу                  | Невра                  |
| Ајнур Токлуоглу              | Султан                 |

## Сезоне
| Сезона | Сезона | Број епизода (н) / (и)               | Приказивање у Турској                 | Приказивање у Србији                          |
| ------ | ------ | ------------------------------------ | ------------------------------------- | --------------------------------------------- |
|        | 1      | 183 / 183 (1 — 183) / (1 — 183)      | 16. септембар 2014 — 29. мај 2015. () | 8. јун 2015 — 2. децембар 2015. (Пинк)        |
|        | 2      | 178 / 230 (184 — 361) / (184 — 413)  | 28. септембар 2015 — 3. јун 2016. ()  | 3. децембар 2015 — 10. новембар 2016. (Пинк)  |
|        | 3      | 199 / 256 (362 — 560) / (414 — 669)  | 19. септембар 2016 — 23. јун 2017. () | 10. новембар 2016 — 16. новембар 2017. (Пинк) |
|        | 4      | 195 / 250 (561 — 755) / (670 — 919)  | 18. септембар 2017 — 15. јун 2018. () | 16. новембар 2017 — 11. децембар 2018. (Пинк) |
|        | 5      | 185 / 241 (756 — 940) / (920 — 1160) | 17. септембар 2018 — 7. јун 2019. ()  | 14. децембар 2018 — 20. март 2020. (Пинк)     |